# Karl Pearson
Karl Pearson (27 tháng 3 năm 1857 - 27 tháng 4 năm 1936) là một nhà toán học người Anh, được ghi nhận là người đã thành lập nên môn thống kê toán học.
Năm 1911 ông thành lập khoa thống kê đầu tiên trên thế giới tại Đại học College London. Ông là một người theo thuyết ưu sinh và là người viết tiểu sử của Francis Galton. Một hội nghị đã được tổ chức tại London ngày 23 tháng 3 năm 2007, để kỷ niệm kỷ niệm 150 năm ngày sinh của ông.